# Deverra
- Commons
- Wikispecies

Deverra é um género botânico pertencente à família Apiaceae.